# Übelbach (Mur)
Übelbach är ett vattendrag i Österrike. Det ligger i förbundslandet Steiermark, i den östra delen av landet, 140 km sydväst om huvudstaden Wien.
I omgivningarna runt Übelbach växer i huvudsak blandskog. Runt Übelbach är det ganska tätbefolkat, med 124 invånare per kvadratkilometer.